# Descendants 2
Descendants 2 er en amerikansk musikalsk eventyr-/fantasyfilm produceret for TV af og for Disney Channel, og er efterfølgeren til 2015-filmen Descendants. Filmen er instrueret av Kenny Ortega, skrevet af Josann McGibbon og Sara Parriott, og har Dove Cameron, Cameron Boyce, Sofia Carson, Booboo Stewart, og China Anne McClain i hovedrollerne. Den har premiere 21. juli 2017.